# Walter-Reed-Militärkrankenhaus

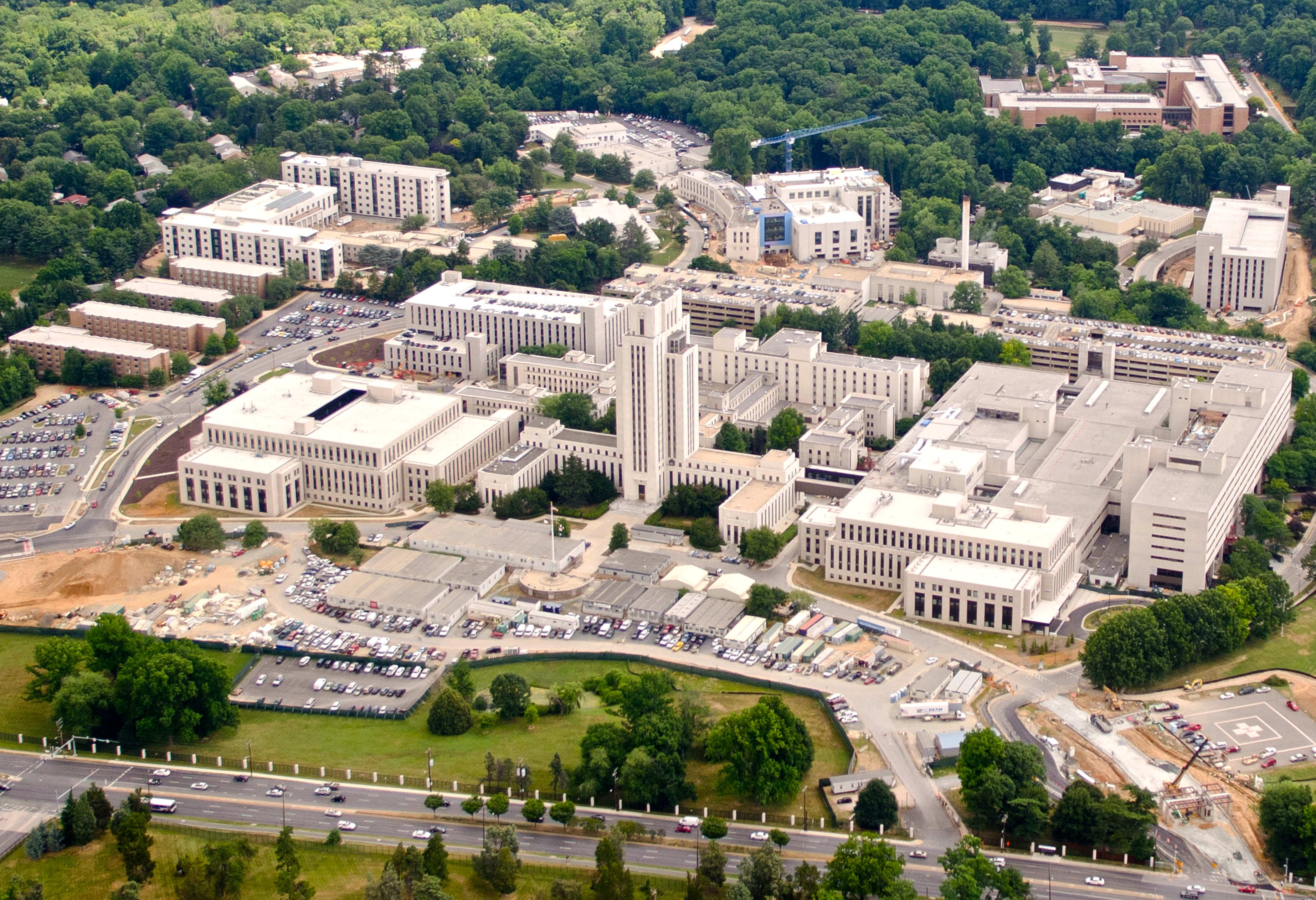
Klinik in Bethesda, 2011

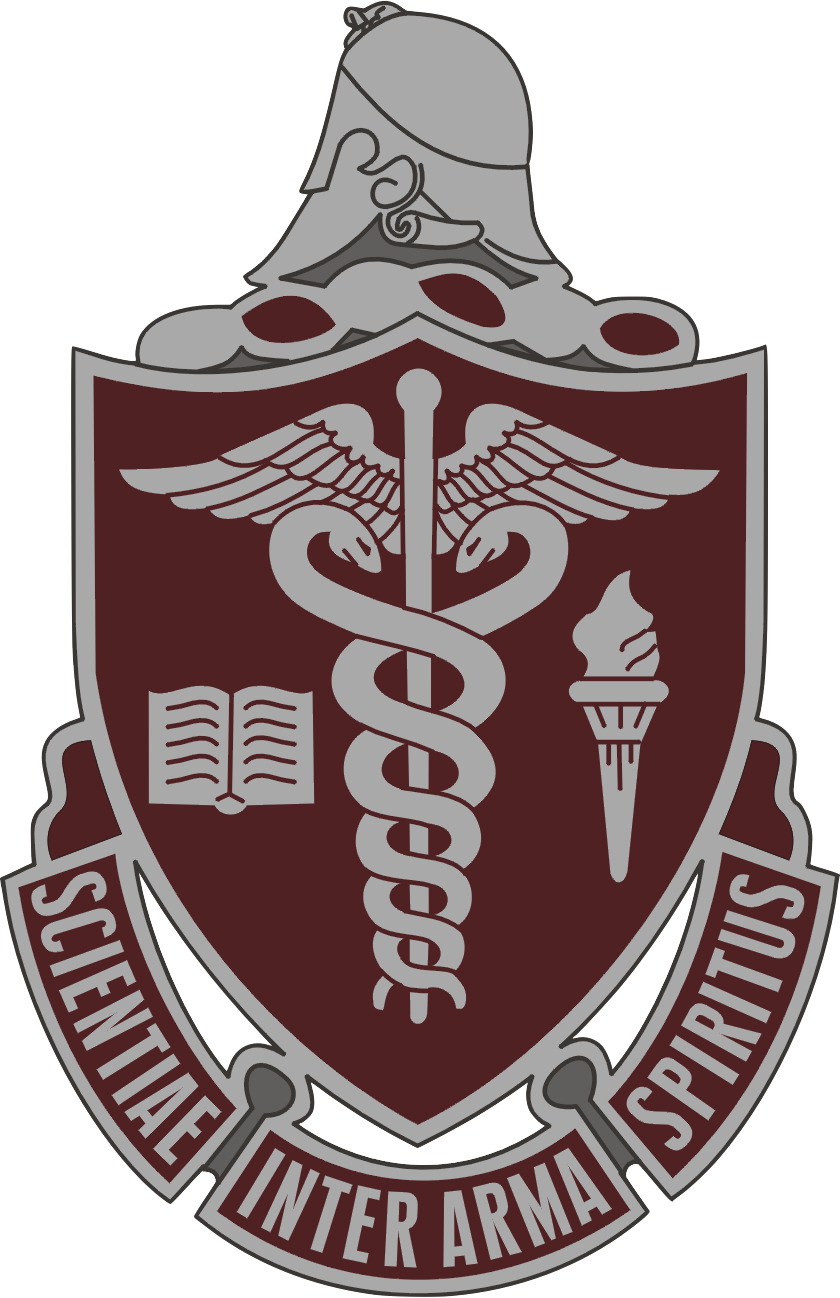
Wappen

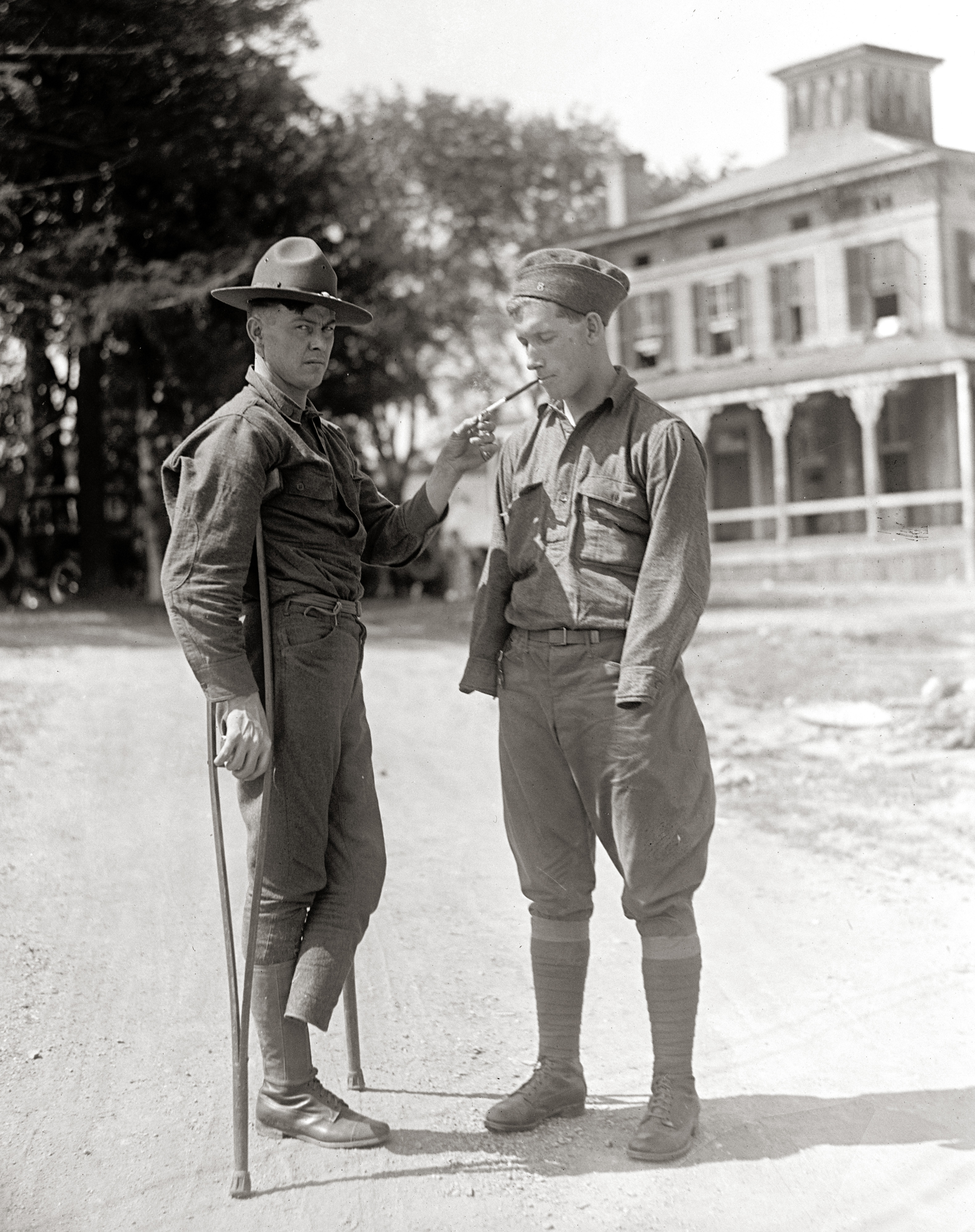
Kriegsversehrte des Ersten Weltkriegs im Walter-Reed-Krankenhaus

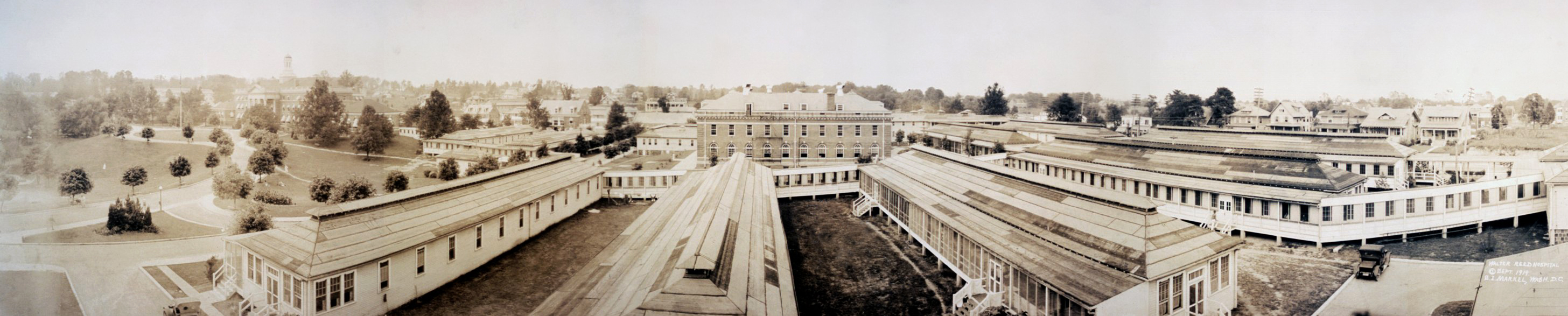
Panorama der Gebäude in Washington, 1919

Das Walter-Reed-Militärkrankenhaus (Walter Reed National Military Medical Center, WRNMMC; früher Walter Reed Army Medical Center, WRAMC) ist ein Militärkrankenhaus an der Ostküste der Vereinigten Staaten. Es liegt heute in Bethesda, Maryland, und versorgt Soldaten und Veteranen aus allen militärischen Bereichen.
Das Zentrum ist nach Major Walter Reed (1851–1902) benannt, einem Militärarzt, der insbesondere durch Forschungen am Gelbfieber bekannt wurde. Historisch ist es eng mit dem Fort Lesley J. McNair im südwestlichen Washington, D.C. verbunden, neben West Point und den Carlisle Barracks die drittälteste militärische Einrichtung der USA. Neben der Versorgung von Soldaten wurde es auch zur medizinischen Behandlung von Prominenten, insbesondere Politikern eingesetzt, die oftmals im benachbarten Villenviertel wohnten. Unter anderem Lewis Baxter Schwellenbach, George C. Marshall und Colin Powell sind dort verstorben. Ebenso wurde Donald Trump während seiner ersten Präsidentschaft  im Oktober 2020 aufgrund einer Infektion mit dem Coronavirus dort behandelt.

## Geschichte
Das Krankenhaus wurde als Walter Reed General Hospital im Jahr 1909 auf einer Freifläche nördlich von Washington, D.C. (heute The Parks Historical Walter Reed ⊙) errichtet. Das Hauptgebäude hatte nur Platz für 80 Patienten. Im Ersten Weltkrieg wurde es hastig erweitert, und gegen Kriegsende und während der folgenden Grippeepidemie konnten in Baracken bis zu 2500 Patienten gleichzeitig behandelt werden. Auch während des Zweiten Weltkriegs, der Korea- und Vietnamkriege wuchs die Einrichtung weiter und erreichte schließlich die Maximalzahl von 5500 Betten auf 11 ha Fläche. Insgesamt wurden in Washington ca. 750.000 Patienten behandelt.

### Versorgungsskandal 2007
Im Jahr 2007 veröffentlichte The Washington Post eine 10-teilige Artikelserie über skandalöse Zustände im Krankenhaus. Die Autorinnen Dana Priest und Anne Hull sowie der Fotograf Michel du Cille hatten verdeckt recherchiert und schwere Unterversorgungen aufgedeckt, die auch vermeidbare Todesfälle unter Patienten verursacht hätten. Die Post beschrieb die enormen bürokratischen Hürden, die verletzte und erkrankte Militärangehörige überwinden mussten, um im WRAMC behandelt werden zu können. Andere Artikel fokussierten auf personelle Unterbesetzung und bauliche Mängel. Vor allem das Gebäude 18, ein früheres Hotel außerhalb des eigentlichen Krankenhauskomplexes, hätten die Reporterinnen mit Ratten und Kakerlaken verseucht gefunden, Matratzen waren schimmlig, Heizung und Wasserversorgung defekt. Drogenhändler und Einbrecher seien im Gebäude aktiv gewesen, wogegen die Patienten selbst Wachdienste einrichten mussten. Priest, Hull, und du Cille wurden für ihre Arbeit 2008 mit dem Pulitzerpreis ausgezeichnet.
Aufgrund des Skandals wurde der kommandierende General des WRAMC George W. Weightman abgelöst und der United States Secretary of the Army Francis J. Harvey trat auf Verlangen des Verteidigungsministers Robert Gates zurück. Neben weiteren Entlassungen kam es zu weiteren Anhörungen im US-Kongress und zu detaillierten Untersuchungen durch das Kriegsveteranenministerium. Gebäude 18 wurde 2015 abgerissen.

### Zusammenlegung
Seit 2005 haben die USA auf Empfehlung der Base Realignment and Closure Commission Militäreinrichtungen des Heeres, der Marine und der Luftwaffe möglichst zusammengelegt oder unter gemeinsame Verwaltung gestellt. Das Walter-Reed-Krankenhaus wurde bis 2011 nach Bethesda westlich der Hauptstadt verlegt und mit dem dort befindlichen National Naval Medical Center unter dem heutigen Namen fusioniert. Die ursprüngliche Fläche wurde teilweise für ausländische Vertretungen reserviert, ein anderer Teil zur Wohnbebauung und Stadtentwicklung freigegeben. Es befindet sich dort seit 2016 außerdem das Children’s National Hospital.
Heute besteht das WRNMMC, das sich selbst als „Flaggschiff der Militärmedizin“ beschreibt, aus über 100 Kliniken und Fachabteilungen auf 98 Hektar Grundfläche, mit 7100 Angestellten. 2018 wurden ca. 12.000 stationäre Patienten behandelt. Mit wenigen Ausnahmen (z. B. der oben erwähnten Regierungspolitiker) steht es nur Militärangehörigen offen. Ein Angebot der Militärverwaltung, ein Traumazentrum für zivile Patienten zu errichten, wurde 2017 vom Staat Maryland wegen möglicher Nachteile für das bestehende Washington Hospital Center abgelehnt.